# Il gomitolo nero
Il gomitolo nero è un film muto italiano del 1913 diretto da Roberto Danesi.